# Amtsgericht Neuwied

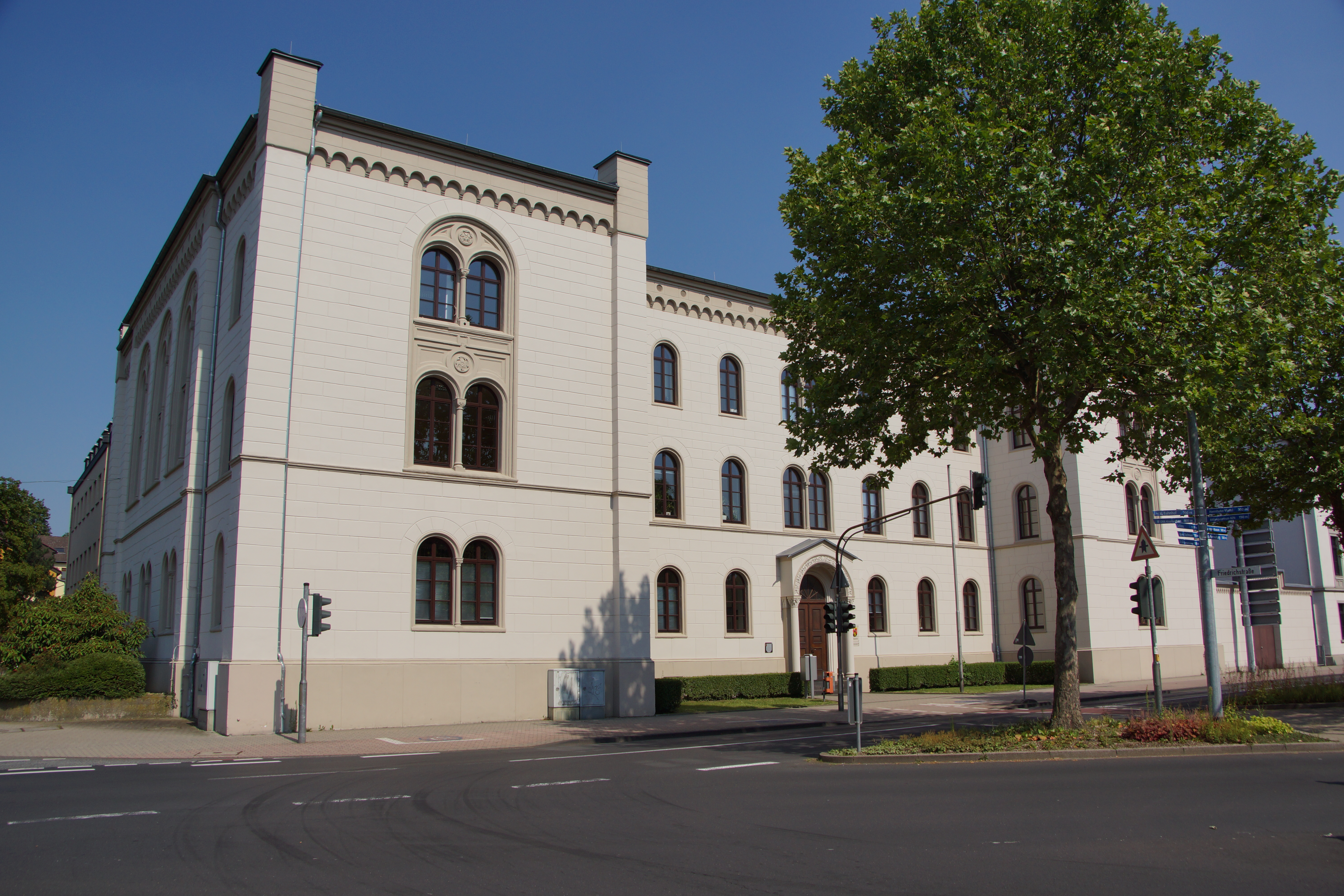
Amtsgericht Neuwied (2012)

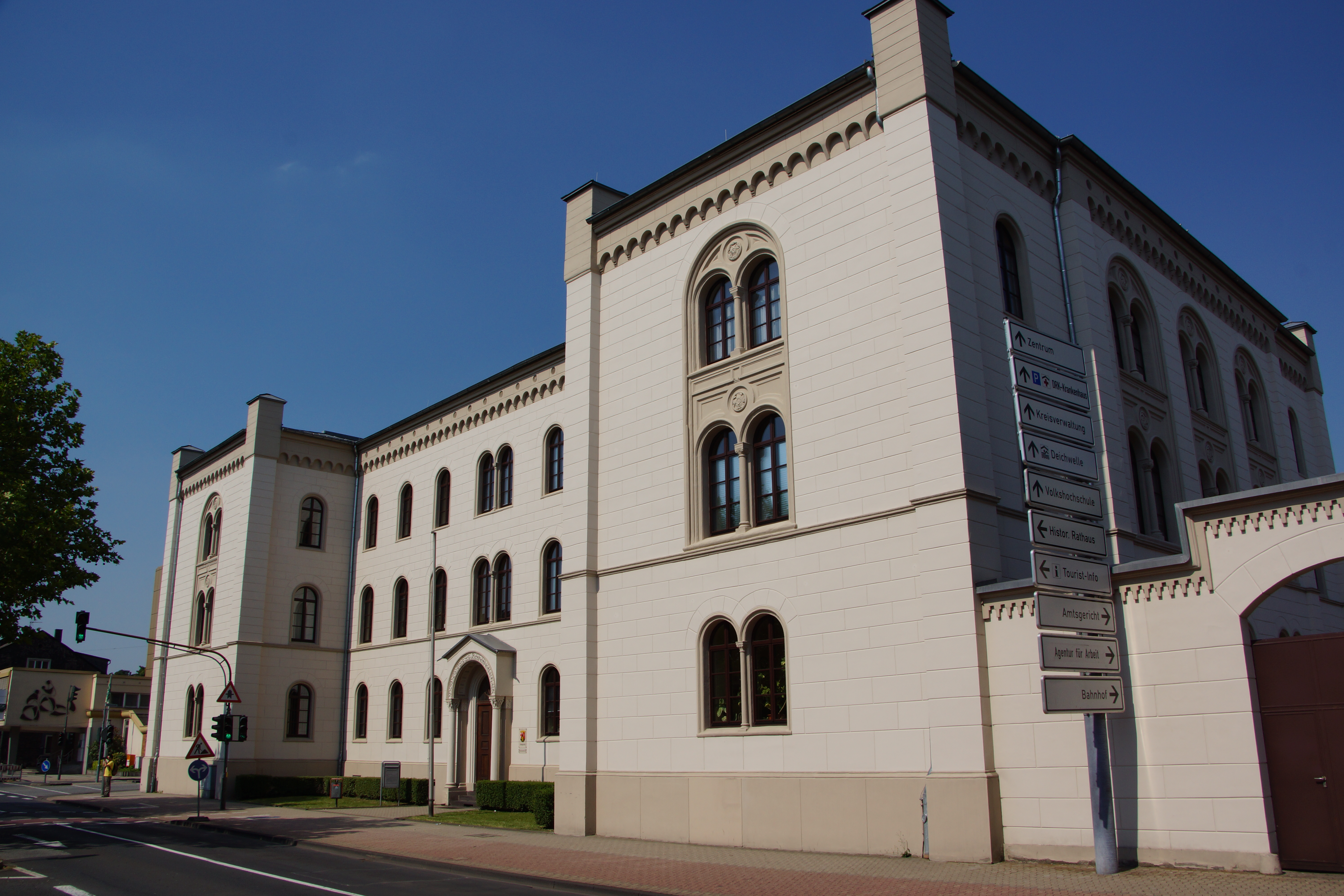
Amtsgericht Neuwied (2012)

Das Amtsgericht Neuwied ist ein Gericht der ordentlichen Gerichtsbarkeit in Rheinland-Pfalz. Es ist eines der 15 Amtsgerichte im Bezirk des Landgerichts Koblenz.

## Gerichtsbezirk und -sitz
Gerichtssitz ist Neuwied. Der Amtsgerichtsbezirk Neuwied umfasst das Gebiet der Stadt Neuwied sowie der Verbandsgemeinden Rengsdorf-Waldbreitbach, Dierdorf und Puderbach mit rund 120.000 sogenannten Gerichtseingesessenen.

## Zuständigkeit
Das Amtsgericht Neuwied ist für alle Angelegenheiten zuständig, die bei einem Amtsgericht anhängig gemacht werden können. Für Einträge in das Handels- und Vereinsregister des Gerichtsbezirks Neuwied ist seit 2006 das Amtsgericht Montabaur als Registergericht zuständig. Mahnsachen werden seit 2005 vom zentralen Mahngericht beim Amtsgericht Mayen bearbeitet.
Besondere Zuständigkeit
Das Amtsgericht Neuwied ist Insolvenzgericht und Landwirtschaftsgericht auch für den Amtsgerichtsbezirk Linz am Rhein. Das Schöffengericht und das Jugendschöffengericht des Amtsgerichts Neuwied ist auch zuständig für die Schöffen- und Jugendschöffensachen aus dem Amtsgerichtsbezirk Linz am Rhein.

## Übergeordnete Gerichte
Dem Amtsgericht Neuwied ist das Landgericht Koblenz übergeordnet. Zuständiges Oberlandesgericht ist das Oberlandesgericht Koblenz.

## Geschichte
Seit 1849 bestanden in Preußen Kreisgerichte. Das Kreisgericht Neuwied war dem Justizsenat Ehrenbreitstein nachgeordnet. Im Rahmen der Reichsjustizgesetze wurden diese Gerichte 1879 aufgehoben.
Das königlich preußische Amtsgericht Neuwied wurde mit Wirkung zum 1. Oktober 1879 als eines von 14 Amtsgerichten im Bezirk des Landgerichtes Neuwied im Bezirk des Oberlandesgerichtes Frankfurt am Main gebildet. Der Sitz des Gerichts war die Stadt Neuwied.
Sein Gerichtsbezirk umfasste den Landkreis Neuwied ohne die Teile die den Amtsgerichten Asbach, Dierdorf und Linz zugeordnet waren sowie die Bürgermeisterei Bendorf aus dem Landkreis Koblenz.
Am Gericht bestanden 1880 fünf Richterstellen. Das Amtsgericht war damit das größte Amtsgericht im Landgerichtsbezirk. Gerichtstage wurden in Bendorf und Waldbreitbach abgehalten. Es diente zugleich als Rheinschifffahrtsgericht.
Mit dem Preußischen Gesetz über die Neugliederung von Gerichtsbezirken im Bereich der Oberlandesgerichte Frankfurt am Main, Hamm und Köln vom 23. Juni 1933 wurde das Landgericht Neuwied aufgehoben. Das Amtsgericht Neuwied wurde dem Landgericht Koblenz zugeordnet.

## Gerichtsgebäude
Der Gerichts-Altbau auf dem Grundstück Hermannstraße 39 wurde ab 1854 nach einem Entwurf von Bauinspektor Althof, dem Nachfolger von Johann Claudius von Lassaulx, im neoromanischen Stil als Kreis- und Schwurgericht errichtet. Am 2. Juli 1856 wurde das Gebäude seiner Bestimmung übergeben.
Mit dem Inkrafttreten des Gerichtsverfassungsgesetzes für das Deutsche Reich 1879 wurde aus dem Kreisgericht ein Amtsgericht, bis 1933 war außerdem auch das Landgericht Neuwied im Gebäude untergebracht. 1935/1936 wurde das Gebäude umgebaut und durch einen Flügel an der Bahnhofstraße erweitert. In den Jahren 1973 bis 1975 wurde der Bauteil an der Bahnhofstraße nochmals erweitert. Seit 1997 steht das Gerichtsgebäude unter Denkmalschutz.
Bis zur Jubiläumsfeier im Juli 2006 wurde eine umfangreiche Sanierung des gesamten Gebäudes innen und des Altbaus außen vorgenommen. Die Ausstattung umfasste auch eine leistungsfähige EDV-Anlage.

## Richter am Amtsgericht
- Gustav Ulrich, Amtsgerichtsdirektor ab 1945